# Alburak
Alburak (arabsko البُراق al-Burāq »blisk«) je v Koranu bajeslovni rajski krilati konj, ki je bliskovito prenesel Mohameda iz Meke v Jeruzalem, od tam pa v nebo.